# Uzbekistan
Republika Uzbekistan  je celinska država v Srednji Aziji. Na skrajnem jugu meji na Afganistan, na severu in zahodu na Kazahstan, na vzhodu na Kirgizistan in Tadžikistan ter na jugu na Turkmenistan. Leži med dvema večjima rekama, Sir Darjo (antično ime Jaxartes) na severovzhodu in Amu Darjo (antično ime Oksus) na jugozahodu in z njima delno oblikuje svoje meje. Obsega 448.978 km² površine. Avtonomna republika Karakalpakistan (Qoraqalpog'histon), ki je del Uzbekistana, se nahaja v zahodni tretjini države. V času obstoja Sovjetske zveze je bil Uzbekistan po številu prebivalcev tretja najbolj obljudena republika v Sovjetski zvezi s 37,5 milijoni prebivalcev.

## Geografija
Površje: nizka peščena puščava s sipinami; široke, ravninske, intenzivno namakane rečne doline vzdolž Amu Darje in Sir Darje; osušeno Aralsko jezero; polsuha travišča obdana z goratim Tadžikistanom in Kirgizistan na vzhodu.
Skoraj štiri petine ozemlja Uzbekistana obsegajo puščavska območja. Na severozahodu, v okolici Aralskega jezera, v pokrajini Karakalpakstan se razprostira Turansko nižavje s 60 do 90 m n. m. v. Tukaj je tudi delta reke Amu Darje in del Ustjurtske planote. Nižavje sega na jugu do puščave Kizilkum (uzbeško Qyzylqum in pomeni »Rdeči pesek«), ki se na zahodu spremeni v planoto Ustjurt (regija nizkih grebenov s slanimi močvirji, vrtačami in jamami). Na JV sega država do obronkov Pamirja, kjer leži tudi najvišji vrh v državi, Baštor (4299 m). Tukaj se nahajajo kotline in široke rečne doline. Ob vznožju gora ležijo oaze, med njimi dolina reke Zarafšon, v kateri se nahajajo najpomembnejša Uzbekistanska mesta Samarkand (Samarqand), Buhara (Bukhoro) in Šahrisabz (Shakhrisabz). Na vzhodu leži rodovitna Ferganska dolina (Farghona) dolga 320 km in široka 120 km. Glavno mesto Taškent (Toshkent) leži na zahodu države ob meji s Kazahstanom, ob robu gorovja Tjanšan.

## Podnebje
Velika področja Uzbekistana prekrivajo puščave. Poletja so dolga, vroča in suha, zime so mrzle. Padavin je malo, v povprečju le 50–200 mm letno, v gorah do 1000 mm. Od meseca junija do avgusta znaša povprečna temperatura 32 °C, dnevne temperature zraka v Taškentu in drugod pogosto presežejo 40 °C. Jeseni se temperature spustijo do ledišča, pozimi pa so krajša obdobja s sneženjem in temperaturami precej pod lediščem.

## Vode
Uzbekistan ima preko 600 rek in še več kanalov za namakanje. Največji reki sta Amu Darja (2540 km) in Sir Darja (3019 km), pritoka Aralskega jezera. Imata ledeniški vodni režim in sta zelo onesnaženi. Druge večje reke so še: Kara Darja, Narin, Čirčik. Zaradi velikega odvzema vode iz rek zaradi namakanja, se je Aralsko jezero skoraj posušilo.

### Osuševanje Aralskega jezera
Katastrofalno izčrpavanje toka dveh rek Sir Darje in Amu Darje je povzročilo velike spremembe v Aralskem jezeru in močno spremenilo tudi delto Amu Darje. Večina krakov delte je usahnila in Aralsko jezero, četrto največje vodno telo na svetu na kopnem, je od leta 1961 izgubilo več kot tri petine vode in dve petini površine. V nekaterih krajih se je jezero umaknilo od prvotne obale več kot 120 km. Na severu in vzhodu so ostale velike plitvine in mrtvi ribniki, ločeni od glavnega Aralskega jezera s peščenimi barierami, ki so nastale, ko je vodostaj med leti 1961 in 1992 padel za približno 45 metrov. Prevelik odvzem vode iz obeh rek je kmetijstvu in industriji, ki sta živeli od jezera, prinesel izjemno škodo. Sir Darja že od leta 1978 praktično ne priteče do Aralskega jezera, Amu Darja daje jezeru pičlih 1 do 5 km3 vode na leto, v primerjavi z 9,6 km3 v letu 1959. Južni pritoki reke Amu Darja (Surhan in Šerabad, Zerafšon in Kaška) prispevajo malo vode, zadnja dva se skoraj porazgubita v puščavi. Sir Darja, druga največja reka v Uzbekistanu, nastane s sotočjem rek Narin in Kora Darja. Preusmeritev voda iz Amu Darje in Sir Darje je povzročilo intenzivno salinizacijo preostanka Aralskega jezera in močno onesnaženje z insekticidi in kemičnimi gnojili, ki so jih reke nanosile iz poljedelskih površin. To kemično onesnaženje in padec nivoja vode so uničili nekoč cvetočo ribiško industrijo, večina ladij sedaj leži kot kup železja na obalah Aralskega jezera. S slanim, smrtonosnim prahom, ki ga raznaša veter, so kontaminirana tudi široka področja okoli jezera. To pa zastruplja zelenjavo in pitno vodo, škodljivo vpliva na zdravje in preživetje ljudi okrog Aralskega jezera.

## Rastlinski in živalski svet
Rastlinstvo se razlikuje glede na nadmorsko višino. Nižine na zahodu imajo slabo rastje puščavskega šaša in trav. Najrodovitnejša je puhličasta prst v kotlinah in rečnih dolinah, posebej rodovitna je Ferganska kotlina na vzhodu države. Puščava je delno peščena (Kizilkum), delno ilovnata. Visoko predgorje v vzhodnem delu je travnato, gozdovi in grmičevje se pojavijo šele v višje ležečih hribih, nad gozdno mejo pa so gorski pašniki. Gozdovi pokrivajo manj kot 12 % površine Uzbekistana. Živalstvo v puščavah in ravnicah predstavljajo glodavci, lisice, volkovi in antilope, občasno tudi gazele. V visokogorju živijo divja svinja, srnjad, medved, volk in sibiriske koze ter nekaj risov.

## Prebivalstvo
- Nacionalnost: Uzbeki
- Prebivalstvo (stanje 2011 ): 28.128 milijonov.
- Etnične skupine (stanje 1996): Uzbeki – 80%, Rusi – 5 %, Tadžiki – 5 %, Kazahi – 3 %, Karakalpaki – 2,5 %, Tatari – 1,5 %, Kirgizi – 1 %, drugi – 2 %.
- Religije: muslimani – 88% (večinoma Suniti), pravoslavni – 9 %, drugi – 3 %.
- Jeziki: uzbeški – 74,3 %, ruski – 14,2 %, tadžiški – 4,4 %, drugi – 7,1 %. Ruski jezik se uporablja za med etnično komunikacijo, uporablja ga tudi še velik del vlade, je pa tudi v poslovni rabi.
- Izobrazba: pismenost – 99,3 % (od vseh prebivalcev).
- Zaposleni (15,28 milijonov): v kmetijstvu in gozdarstvu – 28,2 %; v industriji – 33,9 %; terciarni dejavnosti 37,9 %. (Vir: World Development Indicators Database, April 2009).

Uzbekistan je najbolj naseljena država Srednje Azije z zelo mladim prebivalstvom. Večina živi v rodovitni Ferganski dolini v skrajni vzhodni polovici države. Močno poseljene so oaze in doline ob vznožju gora. Tukaj so tako nova kot stara mesta in tradicionalna podeželska naselja. Velik del pokrajine Karakalpakistan je ogrožen zaradi okoljske zastrupitve območja Aralskega jezera. Večina prebivalstva se ukvarja s pridelavo bombaža v majhnih podeželskih skupnostih. Prebivalstvo je še vedno močno podeželsko in njihovo preživetje pa je močno odvisno od kmetijstva.
Dobrih socialnih stanovanj še vedno primanjkuje kljub velikim naložbam, ki jih vlada zagotavlja v tem sektorju. Šele leta 1990 je zasebno lastništvo mestnih stanovanj postalo običajno tudi v Uzbekistanu. Primestne parcele okoli Taškenta in drugih mest, so v velikem številu na voljo državljanom, da si postavijo svoje hiše. Običajno so preproste in majhne, kot tiste iz preteklosti, zgrajene okoli dvorišča in zasajene s sadnim drevjem in vrtom.
Izobraževalni sistem je dosegel 99% pismenost. Moški končajo šolanje v poprečju po 12 letih, ženske pa po 11 letih. Zaradi proračunskih omejitev in drugih težav po razpadu Sovjetske zveze so učbeniki, učne metode, učni načrti in izobraževalne ustanove zastarele in slabo vzdrževane. Čeprav je vlada zaskrbljena zaradi tega, proračun ne dopušča izboljšanja. Podobno je v zdravstvu, pričakovana življenjska doba je sicer dolga (moški 63,6 in ženske 67,5 let), vendar so se po razpadu Sovjetske zveze sredstva zdravstvenega varstva zmanjšala, kar zmanjšuje kakovost zdravstvenega varstva, dostopnost in učinkovitost.

## Državna ureditev
Uzbekistan je po ustavi iz leta 1992 predsedniška republika, ki je razglasila neodvisnost 1. septembra 1991, konstituirala pa se je 8. decembra 1992. Vodstvo predstavljajo:
- Izvršna oblast: predsednik, izvoljen na splošnih volitvah, predsednik vlade in kabinet. Predsednik ima zelo veliko oblast, saj imenuje tako predsednika vlade in ministre, kot tudi sodnike višjih sodišč.
- Zakonodajna oblast: dvodomna vrhovna skupščina ali Oliy Majlis sestavljen iz zgornjega doma (100 sedežev; 84 delegatov voljenih po regijah za 5-letni mandat in 16, ki jih imenuje predsednik) in Spodnji dom (150 sedežev; voljeni na splošnih volitvah za 5-letni mandat).
- Sodstvo – Vrhovno sodišče, ustavno sodišče, gospodarsko sodišče.

Upravna razdelitev (viloyatlar): 12 provinc, avtonomna republika Karakalpakstan in mesto Taškent.
Avtonomna republika Karakalpakistan (1,63 milijona prebivalcev, 164.900 km2 površine, glavno mesto Nukus) ima svoj parlament in vlado in je del Uzbekistana od leta 1936. Razdeljena je na dve provinci.
- Volilna pravica: imajo jo vsi državljani stari nad 18 let, razen če posameznik ni zaprt ali je potrjen kot nor.
- Obramba: primerni za služenje vojaškega roka so moški v starosti 16–49 let in jih je 6.566.118 (stanje 2010) ter ženske v starosti 16–49 in jih je 6.745.818 (stanje 2010); obvezno služenje vojaškega roka je z 18 leti in traja 1 leto.

## Zgodovina
Umeščen v srcu Centralne Azije med rekama Amu Darjo in Sir Darjo ima Uzbekistan dolgo in zanimivo zgodovino.
Ljudje so živeli na ozemlju današnjega Uzbekistana že v obdobju paleolitika pred okoli 55.000 do 70.000 leti. Prvi bronastodobni kolonisti so bili ljudje bele rase, ki so prišli verjetno iz severa in zahoda in govorili jezike, ki bi jih lahko opredelili kot predhodnike toharskih indoevropskih jezikov, dokumentiranih kasneje v Tarimski kotlini. Ti zgodnji naseljenci so zasedli severne in vzhodne dele Tarimske kotline, kjer so našli njihove grobove z mumijami, datiranimi okoli leta 1800 pr. n. št. Delovali so v kulturnem svetu na vzhodnih stepah osrednje Evrazije, vključno z današnjim severovzhodnim delom Kazahstana, Kirgizije in Tadžikistana. Nekaj stoletij kasneje, v 2. ali kasneje že 1 stol. našega štetja so bili ostanki ljudi mongoloidne rase najdeni v vzhodnem delu Tarimske kotline, na pokopališčih, kot je Janbulak. Približno v istem času so se v Tarimsko kotlino iz step na zahodu preselila iranska ljudstva. Njihova jezikovna dediščina in njihovi ostanki so najdeni v južnih in zahodnih delih Tarima. Te tri populacije so se mešale tako na jezikovnem področju kot fizičnem, za kar so našli arheološke dokaze.
V 1. tisočletju pr. n. št. so prišli iranski nomadi iz severnih iranskih step na ozemlje današnjega Uzbekistana v rodovitno območje okoli reke Amu Darja. Ti nomadi, ki so govorili iranska narečja, so začeli graditi obsežen namakalni sistem. V tem času so se mesta, kot so Buhara, Samarkand in Taškent, začela pojavljati kot središča nastajajočih držav in visoke kulture. Do 5. stoletja pred našim štetjem so na tem območju nastale države Baktrija, Horezm in Sogdija, ki jih je v 6. stol. osvojila Perzija.
Migracije različnih ljudstev so prispevale k demografski raznolikosti, ki je značilna za Uzbekistan. Arabci v letu 711, Mongoli pod Džingiskanom v 13. stoletju, Džungarci med 15. in 17. stoletjem in Perzijci v 18. stoletju, so vplivali tako na izgled ljudi kot na socialni in politični sistem ter pustili za seboj relativno majhno a izenačeno število svojih predstavnikov.
Skozi vodilna mesta na znameniti svilni poti - Samarkand, Buhara in Hiva, so šli mnogi znani osvajalci:
- Aleksander Veliki se je ustavil v Samarkandu na poti v Indijo v letu 327 p. n. št. in se poročil z Roksano, hčerko lokalnega poglavarja.
- V 8. stoletju so ozemlje med rekama Amu Darjo in Sir Darjo osvojili Arabci (Ali Ibn Sattor). V času Islamske zlate dobe so tukaj živeli in ustvarjali mnogi znanstveniki in umetniki. Med dosežki je pomemben razvoj trigonometrije, napredek v optiki, v astronomiji kot tudi v poeziji, filozofiji, umetnosti, kaligrafiji in mnogih drugih. Postavili so temelje muslimanske renesanse.
- Avtohtona rodbina Samanidov je ustanovila cesarstvo v 9. stoletju. Kasneje vdrejo na to območje Turki.
- Džingiskan in Mongoli so osvojili to ozemlje leta 1220. Brutalno osvajanje Mongolov in izvajanje genocida nad avtohtonim indo-perzijskim (Skiti) prebivalstvom v regiji je imelo za posledico skoraj iztrebljenje, uničili so njihovo kulturo in dediščino in jo nadomestili z mongolsko-turško. Po smrti Džingiskana leta 1227, je nadzor nad večino države Mavaranahr ostal v rokah neposrednih potomcev kana Čagataja, drugega Džingiskanovega sina. Urejeno nasledstvo, blaginja in notranji mir so prevladali v deželah in Mongolsko cesarstvo je ostal močno in združeno kraljestvo.
- V zgodnjem 14. stoletju je cesarstvo začelo razpadati v posamezne dele. Mongolski kan Timur (1370–1405) je zgradil Timuridsko cesarstvo z glavnim mestom v Samarkandu. Osvojil je vso zahodno Srednjo Azijo, Iran, Malo Azijo in južne in severne stepske regije do Aralskega jezera. Prav tako je vdrl v Rusijo, Turčijo, Irak, Iran in Indijo ter umrl med invazijo na Kitajsko v letu 1405.

Pod vladavino Timurja se je država začela razvijati. V Samarkand so prišli številni obrtniki in znanstveniki iz zasedenih ozemelj. Cesarstvo je bilo prežeto z zelo bogato kulturo. Med vladanjem Amir Timurja in njegovih neposrednih potomcev, so zgradili vrsto verskih in drugih gradbenih mojstrovin. Timur je bil pobudnik izmenjave medicinske misli in podpornik zdravnikov, znanstvenikov in umetnikov iz sosednjih držav (Indija), njegov vnuk Ulug Beg je bil eden izmed prvih velikih astronomov na svetu. Čagatajščina je postala v času Timuridov knjižni jezik, čeprav so Timuridi podpirali tudi pisanje v perzijščini. Do takrat je bil v uporabi samo perzijski jezik. Največji čagatajski pisatelj, Ali-šir Navai je bil dejaven v drugi polovici 15. stoletja v mestu Herat, ki sedaj leži v severozahodnem Afganistanu.
- Stalni notranji boji med Timuridi so pritegnili pozornost nomadskih plemen, ki so živela na območju Uzbekistana severno od Aralskega jezera. Leta 1501 so Uzbeki začeli invazijo. V Buharskem kanatu je postala pomembna trgovina s sužnji. Po ocenah iz leta 1821 naj bi samo v Buhari delalo med 25.000 in 60.000 perzijskih sužnjev. Kasneje so se pojavile ločene muslimanske mestne države, tesno povezane s Perzijo.

V 19. st. se začne širiti na območje Srednje Azije Ruski imperij. Leta 1865 je Rusija zasedla Taškent in do konca 19. stoletja osvojila vso Srednjo Azijo. Leta 1876 so Rusi razpustili Kokandske kanate, hkrati pa omogočili Hivskemu in Buharskemu kanatu, da ostaneta kot protektorata. Rusija preostanek Srednje Azije kolonizira ter vlaga v razvoj infrastrukture, spodbuja gojenje bombaža in naseljevanje Rusov.
Do začetka leta 1920 je bila osrednja Azija trdno v rokah Rusije in kljub odporu proti boljševikom, Uzbekistan in drugi narodi po Srednji Aziji postanejo del Sovjetske zveze. 27. oktobra 1924 je bila ustanovljena Uzbekistanska sovjetska socialistična republika. Od leta 1941 do 1945, med drugo svetovno vojno se je 1.433.230 ljudi iz Uzbekistana borilo v Rdeči armadi, proti nacistični Nemčiji. 263.005 uzbekistanskih vojakov je umrlo na bojiščih na vzhodni fronti. 31. avgusta 1991 je Uzbekistan razglasil neodvisnost, 1. september pa slavijo kot dan državnosti in neodvisnosti.

## Unescovadediščina

### Ičan Kala
Ičan Kala (uzbeško Ichon Qola) je utrjeno mesto v stari oazi Hiva (Xiva) danes znotraj mesta Hiva, zaščiteno z 2 km dolgim opečnim zidom, visokim do 10 m in je služilo kot zadnje počivališče karavanam, preden so prečkale puščavo na poti proti Perziji. Čeprav je nekaj ostankov zelo starih, še vedno daje vtis skladnega in dobro ohranjenega primera islamske arhitekture in ornamentike Srednje Azije. Ohranjena urbana celota srednjeveškega notranjega mesta priča o izgubljeni civilizaciji kanata Horesm. V Itčan Kali so: 
- mošeja Džuma z minaretom, ki predstavlja izjemno arhitekturno vrednost;
- nedokončani minaret Kalta Minor (1851–55), visok 28 m, okrašen z zelenimi in rumenimi ploščicami;
- medrese kana Mohameda Amina 1851–55), kana Mohameda Rahimxona (1871) in kompleks Islam Hodža (1908) s 45 m visokim minaretom. So veličastnih razsežnosti in enostavnih oblik in so izjemni primeri tipične muslimanske arhitekture, značilne za srednjo Azijo.

V 4. stoletju našega štetja je bilo mesto središče kanata Horezm v perzijskem kraljestvu, katerega uspešnost je povezana z legendarno učinkovitostjo namakalnih sistemov, ki so bili sposobni preoblikovati črni pesek v bujne pašnike, vrtove in sadovnjake. Mesto so prvič osvojili Arabci v letu 712, nato pa ga Mongoli v letu 1221. Leta 1379 je padel v roke kana Timurja in ostal pod nadzorom Mongolov, dokler leta 1512 ne pridejo Uzbeki. Bilo je glavno mesto nove države in od leta 1643 kanat. V 19. stoletju je bilo samostojno in ni postalo ruski protektorat vse do leta 1873.
Mesto je pravokotne oblike, razdeljeno na dva dela: Dičan Kala, zunanje mesto, in Ičan Kala, notranje mesto ograjeno z zidom. Ostankov izpred 17. stoletja je malo. Poleg mošeje Džuma so ostali objekti v veliki meri obnovljeni v letih 1788-89. Večina javnih stavb iz katerih so vladali kani v Hivi je združeno krog glavne osi vzhod-zahod. Na severozahodu leži Kunya Ark, "starodavna trdnjava", ki jo je v letih 1686-88 zgradil kan Arang in v njej pa medresa Ala Kuli Kan. V začetku 19. stoletja jo je kan preuredil v razkošno palačo. Palača Tosh-Hovli (Kamnita hiša) leži na severovzhodu in je bila zgrajena v letih 1830-38. Danes je v njej pokrajinski muzej. Drugi izjemni spomeniki so še mavzolej pesnika Mahmuda Pahlavana (1247–1325) iz leta 1810 in mavzolej šejka Sayda Alauddina, ki se je obdržal od 14. stoletja in ostal nedotaknjen.
Pred enem od štirih vhodov v mesto stoji spomenik znamenitemu matematiku, astronomu, filozofu Al Horizmi-ju (Abu Abdalah ʿMuhammad al-IBN Musa Khwārizmī ok. leta 780 - 859), izumitelju algebre, sistema hindujsko-arabskih številk (skupaj z decimalno vejico in najbolj pomembno vrednost nič).

### Zgodovinsko središče Buhare
Buhara, ki se nahaja na Svilni poti, stara je več kot 2000 let in leži ob reki Zerafšon. Uradne listine mesto prvič omenjajo v 6. st. našega štetja. Svoj vrhunec je dosegla v 9. – 13. stoletju. To je najbolj popoln primer srednjeveškega mesta v osrednji Aziji z zgradbami, ki so v veliki meri ostale nedotaknjene. Arheološka izkopavanja so pokazala, da je naselje na mestu današnje Buhare postalo del države Kušan že v 2. tisočletju pred našim štetjem. V 4. stoletju pred našim štetjem je bila vključena v državo Eftalite. Pred arabskimi osvajanji je bila Buhara eno največjih mest v osrednji Aziji, zaradi svoje blaginje, ki so jo dajale bogate oaze, ki so ležale na križišču starodavnih trgovskih poti. Staro mesto pokriva območje skoraj 40 hektarjev, citadela, sedež vladarjev v severozahodni četrti pa je, kot ogromen sklop zgradb, od tega lončena.
Buhara je postala veliko kulturno središče Bagdadskega kalifata v letu 709. V letu 892 je Emir Ismail Ibn Amad (892-907) iz perzijske dinastije Samanidov ustanovil samostojno državo in izbral Buharo za glavno mesto močnega Samanidskega kraljestva. Temu je sledilo obdobje velike gospodarske in kulturne rasti, ko se je mesto zelo povečalo, še posebej pod vladavino Karakanidov od 11. stoletja dalje. Leta 1220 je mesto uničila Džingiskanova mongolska drhal (1220) in si ni opomoglo do druge polovice 13. stoletja. Leta 1370 je postalo del velikega Timuridskega imperija, katerega središče je bilo sicer v Samarkandu. Buhara je bila šele drugo mesto države Maveranahr (Transoksanije). V tem času so bile stavbe tudi obnovljene.
V poznem 15. stoletju so v propadajočih Timurjevih deželah nastajali veliki fevdalni spori kar je imelo za posledico, da je bila leta 1500 Buhara okupirana z nomadskimi plemeni pod vodstvom uzbeškega kana Šejbanija, ki jo je določil za sedež dinastije in države Uzbekistan. Buharski kanat je bil dejaven pri spodbujanju gospodarskega in kulturnega razvoja na svojem ozemlju in v mestu se je na veliko gradilo.
V stoletjih, ki so sledila smrti kana Abdulaha leta 1598, je trajalo zaporedje kratkotrajnih dinastij do poznega 17. stoletja. Prihajalo je do nenehnih napadov in ropanja sosednjih vladarjev. Leta 1753 Buhara postane glavno mesto nove dinastije Mangut, ki je preživelo do leta 1920. V tem času je bilo mesto pomembno trgovsko središče in križišče poti za celotno Srednjo Azijo (čeprav je bila leta 1868 vključena v rusko cesarstvo). Leta 1848 je imela nič manj kot 38 karavanserajev, šest trgovalnih arkad, 16 javnih kopališč in 45 bazarjev. Buhara je bila tudi največji center za učenje islamske teologije na Bližnjem vzhodu z več kot 200 mošejami in več kot sto medresami.
Zaščiteni del Buhare obsega:
- Trdnjava Ark zgrajena v 6. stoletju na umetno nasutem griču - rezidenco buharskih vladarjev večinoma iz 18. st., danes etnografski muzej.
- Kompleks Po-i-Kalan: mošeja Velika mošeja (Bolo-Hauz) (zgrajena 1712) in mošeja Kalan s 47 m visokim minaretom (zgrajena 1127).
- Medrese: Ulugbegova medresa (1417), Abdulazis kan (1651–52), Mir-i-Arab (1535) in Kukeldaš (1568–69).
- Mavzolej Samanidov (9.–10. st.).
- v bližnjem Kaganu je samostan Hanaka Bahautdin (16.–19. st. – derviški red Nakšbandi).
- v vasi Sumitan je pokopališče z mavzolejem vladarske rodbine Šejbanidov.

### Zgodovinsko središče Šahrisabz
Zgodovinsko središče Šahrisabz (perzijsko Šahr-i-Sabz) obsega izjemne spomenike, ki pričajo o posvetnem razvoju mesta. Največji vzpon je doživelo v obdobju vladavine kana Timurja (1370–1405), ko je bila tukaj zimska rezidenca. Vse do svoje smrti leta 1405 je gradil obzidje, veličastno palačo Ak-Saraj (1379–96), mošejo Gök Gumbaz (1435–36), mavzolej Šamseddina Kuljala (1373), kopališča in karavanseraje, pripeljal je najboljše arhitekte in rokodelce zajete v njegovih vojaških akcijah. Pod zaščiteni del sodi tudi mavzolej Dorus Tilavat (1438), grobnica Timurjevega sina Jahangirja (Dorus Siadad 1375–1404).
Arheološka izkopavanja so pokazala tudi sledove naselitve kmetijske skupnosti iz prvega tisočletja pred našim štetjem. V kasnejših obdobjih so nastala helenistična mesta. Po padcu dinastije Timuridov je mesto postalo drugotnega pomena, odvisno od Buharskega kanata.

### Samarkand - stičišče kultur
Zgodovinsko mesto Samarkand je bilo križišče in talilni lonec kultur v tem delu sveta. Ustanovljen v 7. stoletju kot starodavni Afrasiab, je imel Samarkand najpomembnejšo vlogo v razvoju v času vladanja rodbine Timuridov, obdobju od 14. do 15. stoletja. Glavne znamenitosti obsegajo trg Registan z medresami: Ulugbegova medresa (1417–20), medresa Tilja Kari (1646–59) in medresa Šerdor (1616–36), slikovito okrašene z modrimi ploščicami. Mošeja Bibi Hanum (1399–1405), mavzolej rodbine Timuridov Gur-e Amir ter drugi mavzoleji in številne druge medrese. V Samarkandu je pod Unescovo zaščito tudi Ulugbegov observatorij (1420) in zanimivo pokopališče Šah-i-Zinda s 13 mavzoleji iz 14. do 15. stoletja.
Samarkand ima več tisočletno zgodovino. Arheološka izkopavanja so odkrila ostanke naselij, povezanih s prvo polovico 1. tisočletja pr. n. št. Starodavni Afrosiab (predhodnik Samarkanda) je imel strateško lokacijo v času nastanka prvih velikih držav v Srednji Aziji, kot so Horezm, Baktrija in Sogdija in je bilo glavno mesto Sogdije. To je bil del imperija Ahemenidov (6.–4. st stoletja p. n. št.) vse do prihoda Aleksandra Velikega (4. stoletje p. n. št.) na križišču trgovskih poti iz Kitajske, Afganistana, Irana, Indije in Kavkaza. Mesto je postalo uspešno in pomembno središče trgovine svile v 2. stoletju. V 6. stoletju je bilo del turškega kraljestva, ki ga je osvojil Kuteiba-Ibn v letu 712, ko se začne prodor islamske kulture v območje današnjega Uzbekistana (države Maverannahr ali Transoksanije). Arabski vladarji so preuredili starodavne templje v mošeje, upravne centre, kraje za učenje, sodišča in zakladnice.
Samanidi iz Irana so ga okupirali od 9. do 10. stoletja, turški narodi od 11. do 13. stoletja; v 13. stoletju je bil del kraljevine Haresm, dokler ga ni leta 1220 zavzel Džingiskan. Mesto je bilo velik center v času vladarja Timurja, ki ga je obnovil na sedanji lokaciji in jugozahodno od starega Afrosiaba. Postal je glavno mesto in shramba za materialno bogastvo iz osvojenih ozemelj v Perziji, Afganistanu in v Indiji. Ostal je kulturna prestolnica Timuridov do konca 15. stoletja, to je v času vladavine Ulug Bega (1409–1449) in njegovih naslednikov. Timur je zgradil trdnjavo Kuk-Saraj (Modra palača) in druge pomembne objekte. Obdobje je bilo zaznamovano z novo sintezo umetnosti; na lokalno tradicijo so vplivali umetniki iz drugih regij imperija, kar se vidi pri gradnji večjih verskih objektov, kot sta mošeja Bibi-Hanum pred glavnimi mestnimi vrati, kompleks Gur-e-Amir in mavzolej emirja Muhammada Sultana v bližini palače. Vzhodna vrata mesta so povezana z mestnim središčem, znanim kot trg Registan, kjer je Ulug Beg začel z gradnjo velikega kompleksa v letu 1447.
V 16. stoletju, v času uzbekistanske okupacije, je Samarkand postal del Buharskega kanata in postopoma izgubil svojo prejšnjo pomembnost, čeprav so bila nekatera pomembna gradbena dela še vedno v teku tudi v 17. stoletju. To so bila medresa Šir-Dar, ki jo je zgradil Jalandtuš Bahadur na trgu Registan nasproti Ulugbegove medrese, pa medresa Tilja Kari in nova Petkova mošeja, ki je zaokrožila kompleks. V 18. stoletju je mesto gospodarsko zelo nazadovalo.
Leta 1868 so Samarkand osvojili Rusi, postalo je pokrajinsko središče (1887) in s tem je oživelo tudi gospodarstvo. Leta 1888 je bila zgrajena železnica od Kaspijskega morja do mesta in povezala evropski del Rusije in Srednjo Azijo, s čimer se je ponovno okrepila vloga Samarkanda kot pomembnega trgovskega središča. Ruska uprava je gradila šole, cerkve in bolnišnice in zahodni del Samarkanda se je razvil v skladu z veljavnimi idejami planskega gospodarstva. To je privedlo do uničenja mestnega obzidja in vrat, pa tudi več drugih zgradb, kot je bila Timurjeva trdnjava. V začetku 20. stoletja je bilo mesto razdeljeno na tri glavne okoliše: arheološko območje starega mesta (Afrosiab), srednjeveško mesto Timuridov in moderno mesto, katerega gradnja se je začela leta 1870. Mesto je bilo glavno mesto Uzbeške SSR od 1924 do 1930 in kasneje upravno središče.

### Svilne poti: Koridor Zarafšan-Karakum
Koridor Zarafshan-Karakum je ključni odsek svilnih poti v Srednji Aziji, ki povezuje druge koridorje iz vseh smeri. 866-kilometrski koridor v razgibanih gorah, rodovitnih rečnih dolinah in nenaseljeni puščavi, poteka od vzhoda proti zahodu ob reki Zarafšan in naprej proti jugozahodu po starodavnih karavanskih poteh, ki prečkajo puščavo Karakum do oaze Merv. Pri usmerjanju velikega dela izmenjave med vzhodom in zahodom od 2. stoletja pr. n. št. do 16. stoletja n. št. se je po tem koridorju trgovalo z veliko količino blaga. Ljudje so tu potovali, se naselili, osvajali ali bili poraženi, zaradi česar je postalo talilni lonec etničnih skupin, kultur, religij, znanosti in tehnologij.

### Hladne zimske puščave Turana
Ta transnacionalna dediščina obsega štirinajst sestavnih delov, ki jih najdemo na sušnih območjih zmernega pasu Srednje Azije med Kaspijskim jezerom in Turanskim visokim gorovjem. Območje je podvrženo ekstremnim podnebnim razmeram z zelo mrzlimi zimami in vročimi poletji ter se ponaša z izjemno pestro floro in favno, ki se je prilagodila težkim razmeram. Dediščina predstavlja tudi precejšnjo raznolikost puščavskih ekosistemov, ki se razprostirajo na razdalji več kot 1500 kilometrov od vzhoda do zahoda. Vsak od sestavnih delov dopolnjuje druge v smislu biotske raznovrstnosti, tipov puščav in tekočih ekoloških procesov.

## Gospodarstvo
Gospodarstvo temelji predvsem na kmetijstvu in pridobivanju naravnih virov. Uzbekistan je velika proizvajalka in izvoznica bombaža kot tudi zemeljskega plina. Je tudi velik izvoznik zlata, urana in drugih strateških mineralov. (Urana največ izvozi v ZDA). Povečuje se industrija zlasti v avtomobilskem sektorju, ki je namenjen predvsem izvozu na ruski trg. Po osamosvojitvi je vlada sledila politiki postopnega prehoda v svobodno tržno gospodarstvo, vendar je večina velikih podjetij še vedno v državni lasti ali pod nadzorom.
Zaradi nezanesljivih statističnih podatkov vlade, je težko natančno oceniti gospodarsko rast v Uzbekistanu. Gospodarska rast je visoka v zadnjih nekaj letih, vendar pa je bogastvo strogo v lasti elite. Po podatkih CIA Factbook World približno 26% Uzbekov živi pod pragom revščine.
Vlada izvaja strogo politiko nadomeščanja uvoza z izvozom in preprečuje odtok kapitala. Potrebne bodo še precejšnje strukturne reforme, zlasti na področju izboljšanja naložbenega ozračja za tuje investitorje in liberalizaciji kmetijskega sektorja. Čeprav se je vlada zavezala z določbami Mednarodnega denarnega sklada (IMF) glede konvertibilnosti valute za tekoče poslovanje računov, v praksi lahko podjetja čakajo mesece ali celo leta na pretvorbo valute. Konvertibilnostne omejitve, težave z dvigovanjem lokalne valute iz bančnih računov in drugi ukrepi za nadzor državne gospodarske dejavnosti (npr. uvozne in izvozne omejitve in občasno zapiranje meja) so zavrli gospodarsko rast, mednarodnim organizacijam pa onemogočajo dajanje posojil.
Kmetijstvo in živilsko-predelovalni sektor prispeva okoli 17% BDP. Bombaž je predstavljal približno 11% BDP države v letu 2009. Uzbekistan proizvaja tudi večje količine svile, pšenice, sadja in zelenjave. Skoraj vse je povezano z namakanjem. Leta 2008 je predsednik podpisal odlok o širitvi zasebnih kmetij, kar je privedlo do prerazporeditve zemlje malih kmetov v korist velikih kmetij. Kmetje in kmetijski delavci imajo nizke plače, ki jih država le redko redno tudi plača. Na splošno vlada nadzira kmetijski sektor, narekuje rast kmetij in določa cene surovin, kot sta bombaž in pšenica. Večina kmetij seje pšenico in bombaž za izpolnitev državni rezerv in kmetje lahko izgubijo zemljišča v zakupu, če ne izpolnjujejo državnih kvot.
Zemeljski plin predstavlja najpomembnejši devizni prihodek, ocenjen na približno 24% BDP (stanje 2010). Tudi zlato prinaša tujo valuto (okoli 7%–10% izvoza vsega blaga). Uzbekistan je sedmi največji proizvajalec zlata na svetu (izkoplje ga okoli 80 ton na leto) in je četrti imetnik največjih rezerv na svetu. Pridobiva tudi nafto a le za domačo porabo in ima velike zaloge bakra, svinca, cinka, volframm in urana.

## Nacionalna hrana
Uzbeki so zelo gostoljubni ljudje. Na Uzbeško kuhinjo so vplivale druge kulture, vendar pa je priprava jedi edinstvena in tradicionalno uzbekistanska. Nacionalni recepti se prenašajo iz roda v rod.
"Pilav" je glavna jed. Sestavljena je v glavnem iz ocvrtega mesa (običajno govejega ali piščančjega), čebule, korenja in riža z dodatkom rozin, češmina, nokhat graha in / ali sadja. Uzbekistanski možje so ponosni na svoje strokovno znanje kuhanja pilava. Uzbekistan pozna 1200 receptov zanj.
Posebno pomembne so vroče juhe (shurpa), so začinjene in bogate z zelenjavo in zelišči. Shurpa se kuha iz svežega ali ocvrtega mesa. Zelenjava je narezana na večje kose, da bi ohranila svoj okus. Različne juhe iz uzbekistanske kuhinje so:
- mastava (iz mesa, riža in zelenjave, postrežejo s kislim mlekom, poprom in začimbami);
- maškurda (mung fižol, riž, krompir, čebula, zelišča in kislo mleko);
- maš-atala (juha, bogata z ocvrto maščobo, čebulo, korenjem, fižolom mung in zelišči: koper, koriander, petršilj kot najpogostejša);
- mošubirinč (iz jagnjetine, krompirja, fižola mung in riža);
- čolop (hladna juha iz kislega mleka, redkve, kumar in zelišč).

Zelo priljubljene so mesne jedi kot: risole, šašlik, manti, kebab, lagman, samsa in različne vrste testenih žepkov z mesom, riž, buče in drugih polnil. Kuhano meso se ne loči od kosti zaradi boljšega okusa. Poleg tega meso cvrejo na vročem olju ali mešanici olja in masla, ki izboljšuje okus in aromo.
Pecivo z različnimi nadevi predstavlja skoraj polovico tradicionalne kuhinje. Eksotične orientalske slaščice so v Uzbekistanu običajne. Poznajo več kot 50 vrst peciva halva, pa tudi druge sladkarije iz oreškov, sadja in sokov.
Uzbekistanska kuhinja ne bi bila popolna brez čaja. Stoletja so uzbekistanski ljudje reševali težave ob pitju čaja ob chaykhanas. Srečanje na chaykhanas je tradicionalen privilegij moških. Zeleni čaj postrežejo s pilavom in ob mesnih jedeh. Uzbekistanci pijejo čaj brez mleka in sladkorja, vendar z veliko sladkarijami.

## Nacionalna oblačila
Posebnost oblačil lokalnih prebivalcev v Uzbekistanu je bila posledica podnebnih in življenjskih pogojev, kot tudi posledica etnične tradicije.
Tradicionalna moška narodna noša je sestavljena iz tople, prešite chapan (halje) zvezane z eno ali več rutami, pokrivala tyubeteika (čepica) in para tankih usnjenih škornjev. Moški je nosil ohlapne srajce ter notranji in zunanji plašč. Plašč je lahko lahek ali topel in izdelan iz bombaža. Na vsaki strani halje je bil razporek, ki je omogočal uporabniku, da se je premikal in udobno sedel na tleh.
Ženska narodna noša je sestavljena iz halje, funkcionalne ohlapne obleke iz khan-atlasa in ohlapnih tankih hlač, zoženih na dnu. Ženska frizura je sestavljen iz treh glavnih elementov: čepice, rute in turbana. Svečana narodna noša je drugačna in odvisna od priložnosti, je iz lepe in bogate tkanine, vezenin in drugega okrasja.
Težka ali mehka bombažna čepica, tyubeteika, je ena izmed najbolj priljubljenih in je v Uzbekistanu predmet uporabnih umetnosti. Tyubeterkas (od turške besede »tyube«, ki pomeni »vrh«), so postale sestavni del narodne noše, zakoreninjene v življenjskih navadah ljudi. Obstajajo posebne vrste tyubeteikas za moške, ženske, otroke in starejše ljudi.
Sodobna oblačila so najrazličnejša. Današnja ženska oblačila so postala bolj udobna, kratka in oprijeta. Takšna oblačila ne ovirajo gibanja in so hkrati videti bolj ženstvena. Sodobna moška oblačila so podobna zahodnjaškim in prilagojena v skladu z nacionalnim okusom in predvsem na podeželju obvezno vključujejo haljo in tyubeteika.

## Promet

### Cestni promet
Uzbekistan ima 84.400 km cest (86% s sodobnim voziščem, ki pa je v glavnem zelo poškodovano in dotrajano ali makadamsko). Glavna prometna žila je cesta, ki povezuje Taškent, Samarkand in Buharo z Aškabatom v Turkmenistanu in je dolga 1179 km. Cesta je v precejšnjem delu v rekonstrukciji oziroma širitvi v štiripasovnico (stanje 2012). Zelo slaba je povezava med Hivo in Buharo, ki je tudi v izgradnji (stanje 2012).

### Železniški promet
Uzbekistan ima 3950 km železniških prog od tega je elektrificiranih 620 km. Večina je še iz časov Sovjetske zveze. Najpomembnejša je povezava Turkmenbaši-Taškent-Almaty v trasi transibirske železnice.

### Ladijski promet
Manjše ladje izvajajo prevozno dejavnost po Amu Darji, ki je plovna v dolžini 1100 km.

### Letalski promet
Mednarodna letališča se nahajajo v Taškentu, Samarkadu in Buhari. Sicer pa je v Uzbekistanu 10 letališč ta potniški promet. Imajo tudi svojo letalsko družbo Uzbekistan Airways.